# Мак-Каллок (округ)
Округ Мак-Каллок (англ. McCulloch county) — округ штата Техас Соединённых Штатов Америки. На 2000 год в нём проживало 8205 человек. По оценке бюро переписи населения США в 2009 году население округа составляло 7980 человек. Окружным центром является город Брейди.

## История
Округ Мак-Каллок был сформирован в 1856 году. Он назван в честь Бенджамина Мак-Каллока, знаменитого техасского рейнджера и генерала конфедератов.

## География
По данным бюро переписи населения США площадь округа Мак-Каллок составляет 2780 км², из которых 2770 км² — суша, а 10 км² — водная поверхность (0,38 %).

### Основные шоссе
- Шоссе 87
- Шоссе 190
- Шоссе 283
- Шоссе 377
- Автострада 71

### Соседние округа
- Колмен  (север)
- Браун  (северо-восток)
- Сан-Саба  (восток)
- Мейсон  (юг)
- Менард  (юго-запад)
- Кончо  (запад)